# Stellifer oscitans
Stellifer oscitans е вид бодлоперка от семейство Sciaenidae. Видът не е застрашен от изчезване.

## Разпространение и местообитание
Разпространен е в Гватемала, Еквадор, Колумбия, Коста Рика, Никарагуа, Панама, Перу, Салвадор и Хондурас.
Среща се на дълбочина от 2 до 154 m.

## Описание
На дължина достигат до 25 cm.